# Polucit

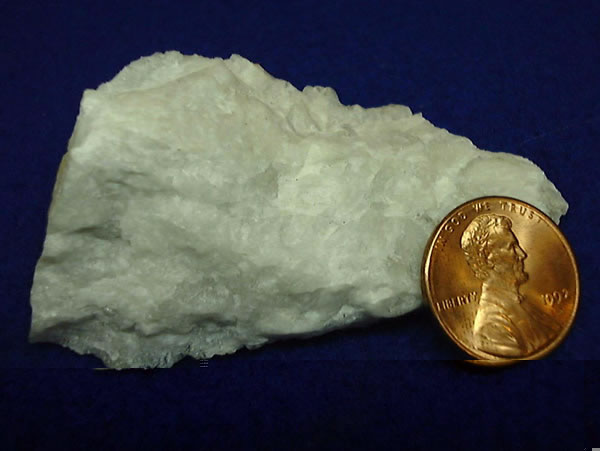
Polucit

Polucit este un mineral din grupa  zeoliților, având formula chimică  (Cs, Na)2Al2Si4O12·2H2O cu substituenți obișnuiți ca: fier, calciu, rubidiu și potasiu. Este un mineral important pentru obținerea cesiului metalic și în cazuri mai rare pentru rubidiul elementar. Formează serii de soluții solide cu mineralele feldspatoizilor al  analciților. Cristalizează în sistem cubic (izometric)-hexoctahedral, prezentând varietăți în culorile alb, gri, foarte rar, în roz sau albastru. Cristalele pure de polucit sunt foarte rare. Are o duritate pe scala Mohs de 6,5 și o greutate specifică de 2,9 g/mmc. Structura cristalului de polucit este una fragilă fără să dispună de planuri de clivaj.